# Văn minh Maya
Văn minh Maya là một nền văn minh Trung Bộ châu Mỹ của người Maya, nổi bật với hệ chữ tượng hình ký âm—hệ chữ viết tinh vi bậc nhất ở Châu Mỹ thời tiền Columbus—cùng với những thành tựu về nghệ thuật, kiến trúc, toán học, lịch đếm, và chiêm tinh rất phát triển. Nền văn minh Maya phát triển trong Vùng Maya; khu vực tương ứng với miền đông nam Mexico, toàn bộ đất nước Guatemala và Belize, miền tây của Honduras và El Salvador ngày nay. Chi tiết hơn, khu vực này bao gồm các vùng trũng phía bắc tạo nên Bán đảo Yucatán và vùng cao nguyên Sierra Madre chạy từ bang Chiapas thuộc Mexico qua miền nam Guatemala tới El Salvador, và vùng trũng phía nam của đồng bằng ven Thái Bình Dương. Danh từ "Maya" là tên gọi tập thể thời hiện đại dùng để chỉ chung các sắc tộc bản địa với nền văn hóa có nhiều nét chung. Tuy nhiên, đây không phải là danh xưng của họ, vì các sắc tộc này vốn chưa bao giờ thống nhất về mặt chính trị hay lãnh thổ.
Theo niên biểu Trung Bộ châu Mỹ, giai đoạn trước năm 2000 TCN được các nhà khảo cổ gọi là thời kỳ Thái cổ. Giai đoạn này con người tại nơi đây bắt đầu phát triển nông nghiệp và xây dựng những làng mạc đầu tiên. Tiếp theo đó là thời kỳ Tiền cổ điển (khoảng từ năm 2000 TCN đến 250 CN), các xã hội phức tạp bắt đầu nở rộ ở vùng Maya và họ bắt đầu gieo trồng các loài cây lương thực cốt yếu như ngô, đậu, bí và ớt. Các đô thị Maya đầu tiên mọc lên vào khoảng năm 750 TCN, và từ năm 500 TCN trở đi, kiến trúc đô thị của người Maya tiến triển rất hoành tráng, ví dụ là những ngôi đền lớn với mặt tiền được làm từ vữa stucco rất công phu. Chữ viết tượng hình đã được sử dụng tại vùng Maya vào thế kỷ thứ 3 TCN. Cuối thời Tiền cổ điển, một số đô thị lớn được dựng lên ở lưu vực Petén, đồng thời với sự trỗi dậy của thị quốc Kaminaljuyu trên cao nguyên Guatemala. Thời kỳ Cổ điển khởi đầu vào khoảng năm 250 CN, đánh dấu giai đoạn mà các tượng đài được khắc phù điêu bộ lịch Đếm Dài được xây cất. Ngoài ra mạng lưới giao thương giữa các thành bang Maya trong thời kỳ này trở nên phức tạp hơn bao giờ hết. Ở vùng trũng Maya, hai đô thị kình địch là Tikal và Calakmul nổi lên thành hai bá quyền trong khu vực. Thị quốc Teotihuacan ở Mexico xa xôi lúc bấy giờ đã can thiệp vào chính sự của các vương triều Maya. Vào thế kỷ thứ 9, khu vực trung tâm Maya trải qua một cuộc biến chuyển chính trị lớn, khiến nhiều cuộc nội chiến bùng nổ, nhiều đô thị bị bỏ hoang và khiến phần đông nhân khẩu tản cư lên bắc. Thời kỳ Hậu cổ điển chứng kiến sự trỗi dậy của thị quốc Chichen Itza phía bắc và sự bành trướng của vương quốc Kʼicheʼ hung hăng trên cao nguyên Guatemala. Vào thế kỷ 16, Đế quốc Tây Ban Nha bắt đầu khai phá Trung Bộ châu Mỹ và các chiến dịch xâm lược dồn dập của quân Tây Ban Nha đã khiến các thành bang Maya lụi tàn. Sự sụp đổ của thị quốc Nojpetén vào năm 1697 đã chấm dứt lịch sử nghìn năm văn hiến của dân tộc Maya.
Vua Maya thời cổ điển được thần dân coi là người trung gian giữa cõi phàm trần và cõi siêu nhiên. Vương quyền của họ theo chế độ phụ hệ, cha truyền con nối. Theo quan niệm của người Maya, một vị anh quân phải thạo cả việc chiến tranh lẫn việc trị nước. Chính trị Maya bị chi phối bởi một hệ thống bảo trợ khép kín, mặc dù tầm ảnh hưởng chính xác của thiết chế này đối với chính trị của mỗi thị quốc/vương quốc khác nhau đáng kể. Cuối thời cổ điển, tầng lớp quý tộc trong triều đình trở nên lớn mạnh, khiến quyền lực của vua bị lép vế.
Đô thị Maya có xu hướng mở rộng dần dần. Các công trình nghi lễ và hành chính thường nằm ở trung tâm đô thị, bao quanh bởi khu dân cư. Người Maya lát đường sá gọi là sakbej để nối các khu phố với nhau Các kiến trúc Maya điển hình bao gồm cung điện, đền thờ kim tự tháp, sân bóng nghi lễ và các cấu trúc được căn chỉnh để chiêm tinh. Người Maya đã phát minh một hệ chữ viết phức tạp, có thể coi là tiên tiến nhất ở châu Mỹ thời kỳ tiền Colombo. Người Maya có truyền thống ghi chép sử và lễ tục trong các cuốn sách gập, trong đó chỉ ba quyển không tranh cãi còn sót lại, số kia đã bị người Tây Ban Nha thiêu đốt hết. Hơn nữa, rất nhiều văn tự trên các bia đá và đồ gốm sứ vẫn còn lưu tồn cho đến tận ngày nay, đóng vai trò là những tư liệu quý giá đối với giới sử học. Ngoài ra, hai trong số những thành tựu toán học tiêu biểu của người Maya bao gồm: sáng chế các loại lịch đan xen phức tạp và phát minh con số 0  đầu tiên trên thế giới. Giống một số nền văn hóa lân cận, người Maya thực hành tục hiến tế người như một phần tôn giáo của họ.

## Trung Bộ châu Mỹ

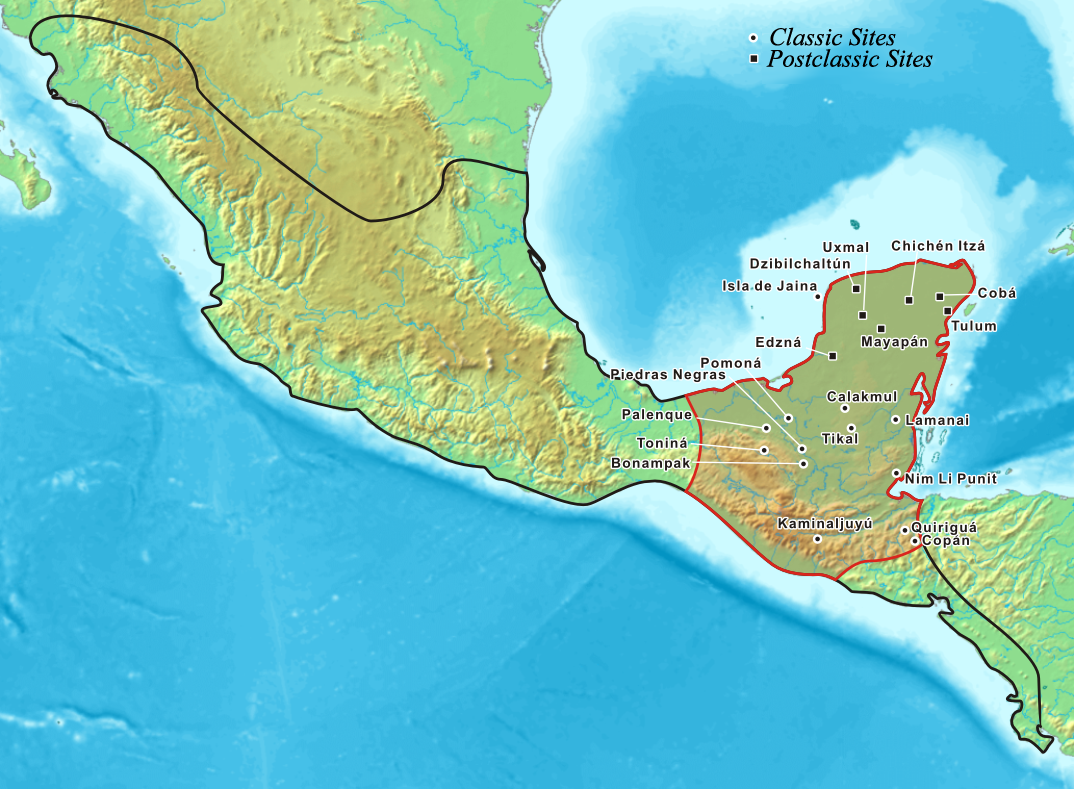
Khu vực Maya năm trong Trung Bộ châu Mỹ

Văn minh Maya phát triển trong khu vực văn hóa Trung Bộ châu Mỹ (Mesoamerica), một lãnh thổ trải dài từ phía bắc Mexico xuống phía nam Trung Mỹ. Trung Bộ châu Mỹ là một trong sáu cái nôi văn minh nhân loại. Khu vực này là nơi phát triển văn hóa phong phú nhất bao gồm nhiều xã hội phức tạp, nông nghiệp, thành phố, kiến trúc hoành tráng, chữ viết và hệ thống lịch. Các đặc điểm chung của văn hóa Trung Bộ châu Mỹ bao gồm kiến thức thiên văn, phong tục hiến tế người, và một vũ trụ quan chia làm bốn góc theo bốn hướng chính (Đông-Tây-Nam-Bắc), mỗi góc tương ứng với một đặc tính và niềm tin vào ba thế giới, cõi thiên đường, trái đất và thế giới ngầm.
Vào năm 6000 TCN, những cư dân đầu tiên của Trung Bộ châu Mỹ đã thử nghiệm thuần hóa thực vật, một quá trình cuối cùng dẫn đến việc thành lập các xã hội nông nghiệp định cư. Khí hậu đa dạng cho phép sử dụng nhiều các loại cây trồng có sẵn, nhưng ở đây đều trồng các loại cây trồng cơ bản là ngô, đậu và bí. Tất cả các nền văn hóa Trung Bộ châu Mỹ đã từng sử dụng công nghệ thời đồ đá; Sau năm 1000 CN, bạc, vàng và đồng được luyện. Trung Bộ châu Mỹ thiếu súc vật thồ, không sử dụng bánh xe và sở hữu ít động vật thuần hóa; cách di chuyển chính là đi bộ hoặc đi xuồng. Dân cư ở đây xem thế giới là thù địch và bị chi phối bởi các vị thần không thể đoán trước. Trò chơi bóng nghi thức được chơi rộng rãi ở đây. Trung Bộ châu Mỹ rất đa dạng về mặt ngôn ngữ, với hầu hết các ngôn ngữ đó nằm trong một vài ngữ hệ- nổi bật là ngữ hệ Maya, ngữ hệ Oto-Mangue, ngữ hệ Mixe–Zoque và ngữ hệ Ute-Aztec; cũng có một số ngữ hệ nhỏ hơn và cô lập. Khu vực ngôn ngữ Trung Bộ châu Mỹ chia sẻ một số đặc điểm quan trọng, bao gồm nhiều từ mượn và sử dụng số đếm theo hệ nhị thập phân.
Lãnh thổ của người Maya bao phủ một phần ba Trung Bộ, và Maya luôn giao thoa với các nền văn minh lân cận bao gồm Olmec, Mixtec, Teotihuacan, Aztec và nhiều dân tộc khác. Trong thời kỳ Cổ điển Sớm, các thành bang Maya như Tikal và Kaminaljuyu là trung tâm Maya trong một mạng lưới mở rộng ra ngoài khu vực Maya vào vùng cao nguyên trung Mexico. Cùng lúc đó, có sự hiện diện mạnh mẽ của người Maya tại khu phức hợp Tetitla của thành Teotihuacan. Hàng thế kỷ sau, trong thế kỷ thứ 9 CN, tranh tường tại Cacaxtla, một địa điểm khác ở vùng cao nguyên miền trung Mexico, được vẽ theo phong cách Maya. Đây có thể là một nỗ lực để liên kết với khu vực Maya vẫn còn hùng mạnh sau sự sụp đổ của Teotihuacan gây ra sự phân mảnh chính trị ở Tây Nguyên Mexico, hoặc nó thể hiện nguồn gốc Maya của cư dân nơi đây. Thành bang Maya là Chichen Itza và thủ đô của đế quốc Toltec xa xôi là Tula có mối quan hệ đặc biệt gần gũi.

## Lịch sử
| Thời kỳ          | Đơn vị            | Đơn vị                 | Thời gian      |
| ---------------- | ----------------- | ---------------------- | -------------- |
| Cổ đại           | Cổ đại            | Cổ đại                 | 8000–2000 TCN  |
| Tiền cổ điển     | Tiền cổ điển sớm  | Tiền cổ điển sớm       | 2000–1000 TCN  |
| Tiền cổ điển     | Tiền cổ điển giữa | Tiền cổ điển giữa sớm  | 1000–600 TCN   |
| Tiền cổ điển     | Tiền cổ điển giữa | Tiền cổ điển giữa muộn | 600–350 TCN    |
| Tiền cổ điển     | Tiền cổ điển muộn | Tiền cổ điển muộn sớm  | 350–1 TCN      |
| Tiền cổ điển     | Tiền cổ điển muộn | Tiền cổ điển muộn muộn | 1 TCN – 159 CN |
| Tiền cổ điển     | Tiền cổ điển muộn | Cuối tiền cổ điển      | 159–250 CN     |
| Cổ điển          | Cổ điển sớm       | Cổ điển sớm            | 250–550 CN     |
| Cổ điển          | Cổ điển muộn      | Cổ điển muộn           | 550–830 CN     |
| Cổ điển          | Cuối cổ điển      | Cuối cổ điển           | 830–950 CN     |
| Hậu cổ điển      | Hậu cổ điển sớm   | Hậu cổ điển sớm        | 950–1200 CN    |
| Hậu cổ điển      | Hậu cổ điển muộn  | Hậu cổ điển muộn       | 1200–1539 CN   |
| Thời kỳ Tiếp xúc | Thời kỳ Tiếp xúc  | Thời kỳ Tiếp xúc       | 1511–1697 CN   |

### Tiền cổ điển
Nền văn minh Maya manh nha phát triển từ tiền kỳ cổ điển. Các học giả vẫn đang tranh luận về khởi điểm của văn minh Maya. Di chỉ Maya tại Cuello (Belize hiện nay) có niên đại vào khoảng năm 2600 TCN theo phương pháp định tuổi bằng đồng vị cacbon. Các khu định cư ở vùng Soconusco ven bờ Thái Bình Dương được thành lập vào khoảng năm 1800 TCN và người Maya lúc này đã biết canh tác các loại cây trồng thiết yếu như là ngô, đậu, bí, ớt. Thời kỳ này đặc trưng bởi các quần cư định canh và sự xuất hiện của đồ gốm, tượng làm từ đất sét chịu lửa.
Một cuộc khảo sát sử dụng công nghệ Lidar tại di chỉ Aguada Fénix thuộc bang Tabasco, Mexico đã phát hiện ra các cấu trúc lớn được cho là một địa điểm nghi lễ có niên đại từ 1000-800 TCN. Báo cáo của cuộc khảo sát trên tạp chí Nature (2020) xác định các cấu trúc đó là các đài quan sát đông chí và hạ chí, ngoài ra còn đóng vai trò là địa điểm tụ họp xã hội.
Trong thời kỳ Tiền cổ điển giữa, những ngôi làng nhỏ bắt đầu phát triển thành các đô thị. Nakbe thuộc Petén, Guatemala là đô thị được nghiên cứu toàn diện có niên đại sớm nhất ở vùng trũng Maya, nơi sở hữu các đại công trình có niên đại từ năm 750 TCN. Con người đã tới và định cư ở vùng đất thấp phía bắc của Yucatán trong thời kỳ này. Đến khoảng năm 400 TCN, những vị vua Maya bắt đầu cho dựng các tấm bia đá. Một hệ chữ viết đã được sử dụng tại Petén vào thế kỷ thứ 3 TCN. Vào thời kỳ Tiền cổ điển muộn, thành bang El Mirador đã đạt được diện tích lên đến 16 km2. Tuy không lớn bằng, Tikal đã vươn lên trở thành một thành bang chủ chốt vào khoảng năm 350 TCN.
Tại vùng cao nguyên, Kaminaljuyu trở thành một trong những trung tâm đô thị mạnh nhất thời kỳ Tiền cổ điển muộn. Takalik Abaj và Chocolá là hai trong số những đô thị quan trọng tại đồng bằng ven Thái Bình Dương, và Komchen trở nên hùng mạnh ở phần phía bắc Yucatán. Thời kỳ văn hóa Tiền cổ điển muộn kết thúc vào thế kỷ 1 CN và nhiều đô thị Maya vĩ đại trong thời kỳ này bị bỏ hoang; nguyên nhân của sự sụp đổ này vẫn còn là bí ẩn.

### Cổ điển (khoảng 250–900 CN)

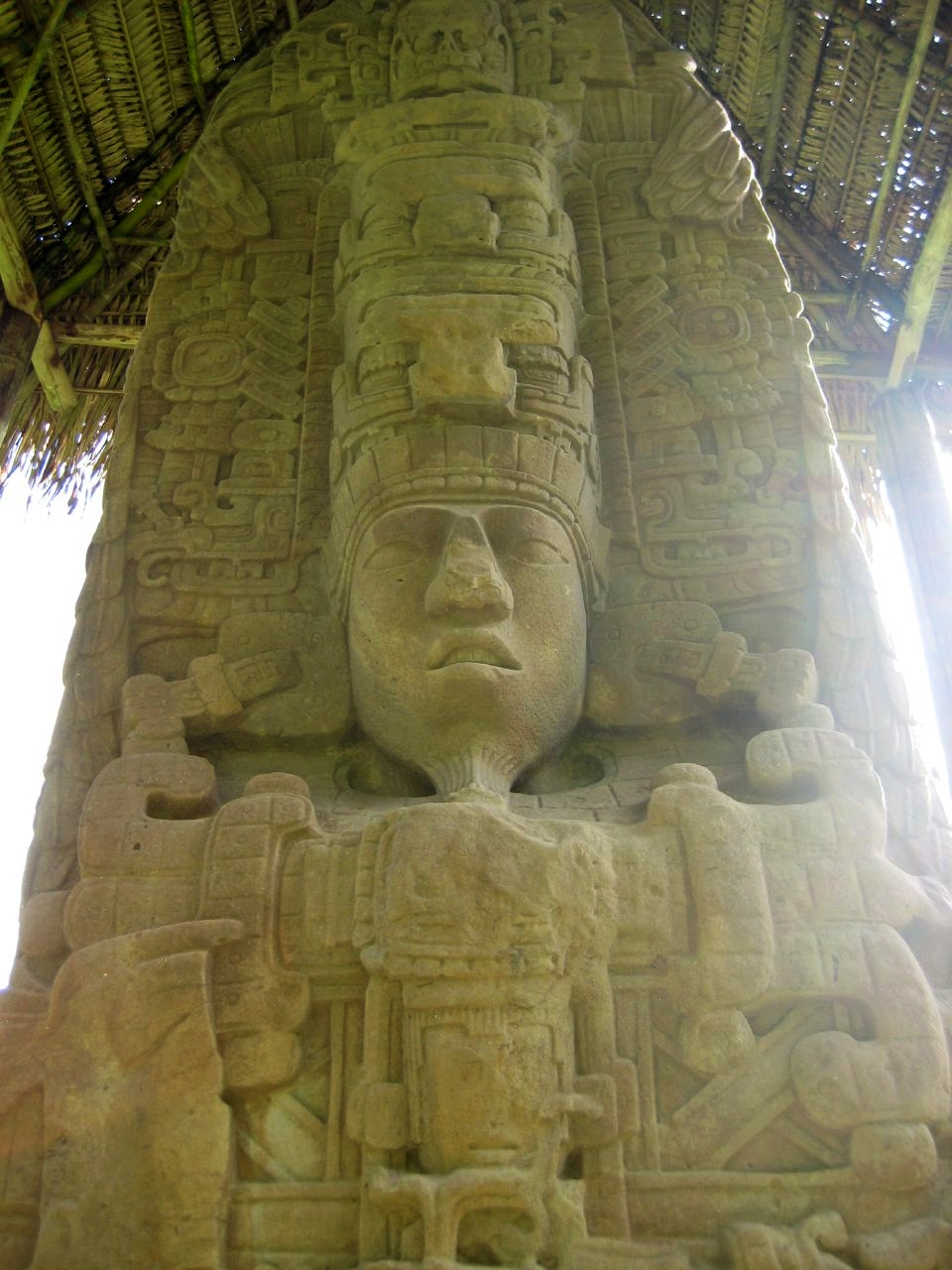
Bia đá D từ Quiriguá khắc chân dung vị vua Kʼakʼ Tiliw Chan Yopaat

Thời kỳ Cổ điển được định nghĩa là thời kỳ mà vùng đất thấp Maya bắt đầu dựng bia đá có khắc lịch Đếm Dài. Giai đoạn này đánh dấu đỉnh cao của quá trình đô thị hóa; việc ghi khắc lại lịch sử lên các công trình thể hiện sự phát triển đáng kể trong tư duy và nghệ thuật của người Maya, đặc biệt là ở các vùng đất thấp phía nam. Bối cảnh chính trị thời Maya cổ điển được ví như thời Phục hưng Ý hay thời Hy Lạp cổ điển, trong đó, nhiều thành bang cùng tham gia vào một mạng lưới quan hệ phức tạp, phân chia thành các liên minh và thù địch. Các đô thị lớn nhất có sức chứa từ 50.000 đến 120.000 người.
Trong thời kỳ Cổ điển sớm, các thành bang trên khắp khu vực Maya chịu ảnh hưởng của thành Teotihuacan ở Thung lũng Mexico xa xôi. Vào năm 378, Teotihuacan can thiệp chính trị ở Tikal và nhiều thành bang lân cận khác, phế truất vua của những nơi này và sắp đặt triều đại mới do họ hậu thuẫn. Siyaj Kʼakʼ ("Sinh ra từ lửa") được Teotihuacan cử đến Tikal vào đầu năm 378. Vua thành Tikal tên Chak Tok Ichʼaak I băng hà đúng vào hôm Siyaj Kʼakʼ tới, chắc hẳn đây là một cuộc can thiệp quân sự. Một năm sau, Siyaj Kʼakʼ phong vương Yax Nuun Ahiin I, thay thế vị vua đã khuất. Sự thay đổi triều chính dẫn đến thời kỳ hoàng kim của thành Tikal, giúp họ thống lĩnh toàn bộ vùng đất thấp.
Kình địch của thành Tikal là Calakmul, một thành bang hùng mạnh khác tại lưu vực Petén. Tikal và Calakmul đều có những thành bang chư hầu; các thành bang nhỏ hơn tham gia vào một trong hai liên minh này lấy được uy tín từ sự liên kết với các thành bang hàng đầu và duy trì mối quan hệ hòa bình với các thành viên khác trong cùng liên minh. Tikal và Calakmul giật dây các thành bang chư hầu đấu tranh lẫn nhau. Tại nhiều thời điểm khác nhau trong thời kỳ Cổ điển, một trong hai khối này sẽ giành được chiến thắng chiến lược trước đối thủ, dẫn đến các thời kỳ thịnh suy tương ứng.

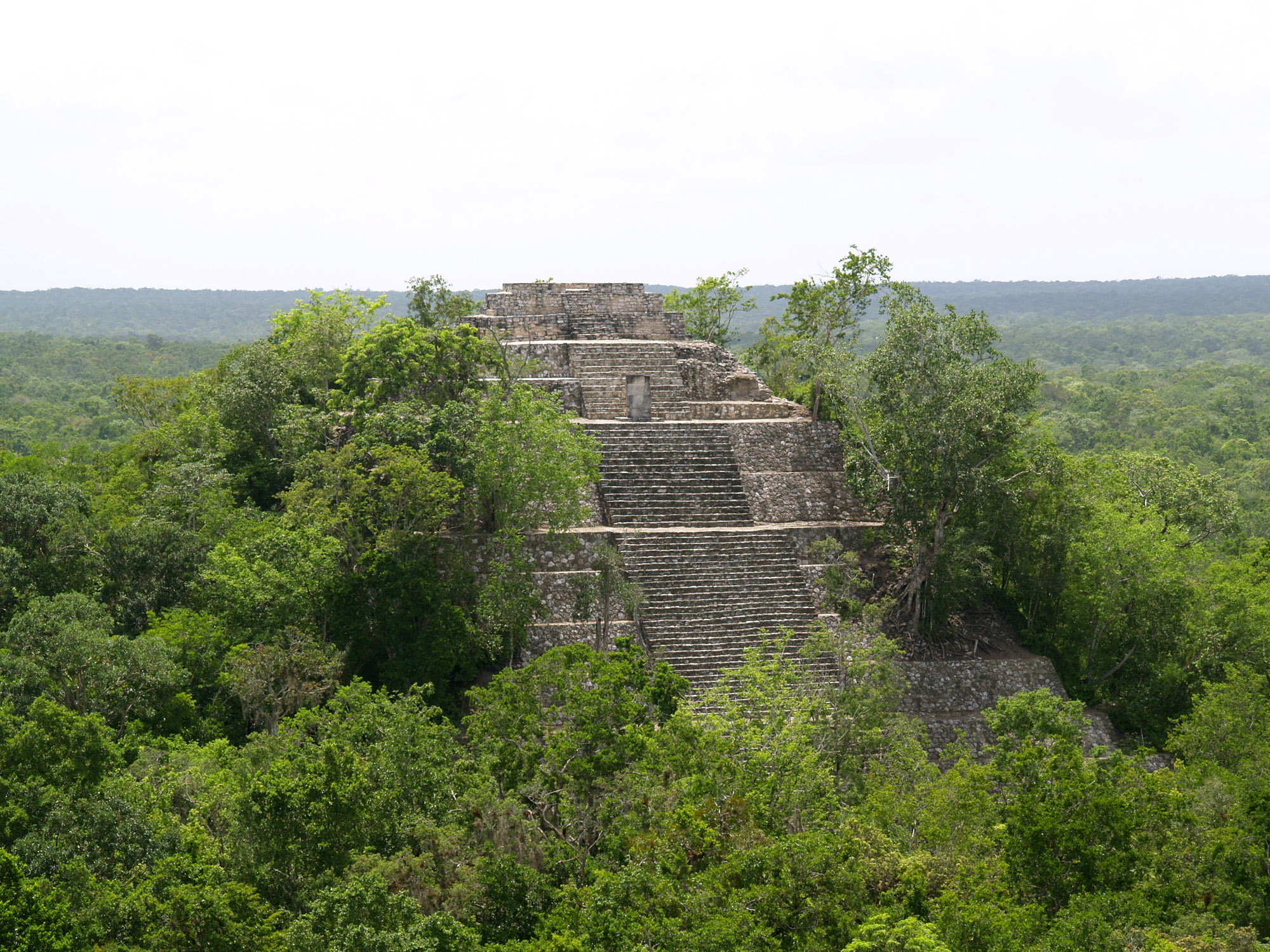
Calakmul là một trong những đô thị quan trọng nhất thời Cổ điển.

Năm 629, Bʼalaj Chan Kʼawiil là con trai của vua Tikal Kʼinich Muwaan Jol II, được cử đi khai khẩn Dos Pilas thuộc Petexbatún, có vẻ như là một tiền đồn để mở rộng ảnh hưởng của Tikal ngoài tầm với của Calakmul. Trong hai thập kỷ tiếp theo, ông chiến đấu trung thành cho anh trai tại Tikal. Năm 648, vua Yuknoom Chʼeen II của Calakmul bắt được Balaj Chan Kʼawiil. Yuknoom Chʼeen II sau đó đưa Balaj Chan Kʼawiil lên ngai thành Dos Pilas làm chư hầu. Từ đó trở đi, ông phụng sự trung thành Calakmul.
Ở phía đông nam, Copán trở thành một thành bang quan trọng. Triều đại thời cổ điển của nó được thành lập vào năm 426 bởi Kʼinich Yax Kʼukʼ Moʼ. Vị vua này có quan hệ thân mật với trung tâm Petén và Teotihuacan. Copán đạt đến đỉnh cao văn hóa và nghệ thuật dưới đời vua Uaxaclajuun Ubʼaah Kʼawiil, trị vì từ năm 695 đến 738. Triều đại này kết thúc thảm khốc khi Uaxaclajuun bị bắt bởi chư hầu là vua Kʼakʼ Tiliw Chan Yopaat thành Quiriguá. Ông bị áp giải về Quiriguá và bị chặt đầu trong một nghi lễ công khai. Có khả năng cuộc đảo chính này được Calakmul hậu thuẫn, nhằm làm suy yếu đồng minh mạnh mẽ của Tikal. Palenque và Yaxchilan là những đô thị hùng mạnh nhất vùng Usumacinta. Ở vùng cao nguyên, Kaminaljuyu tại Thung lũng Guatemala trở thành đô thị rộng lớn vào năm 300. Ở phía bắc của khu vực Maya, Coba là thành bang quan trọng nhất.

#### Sụp đổ thời kỳ Cổ điển

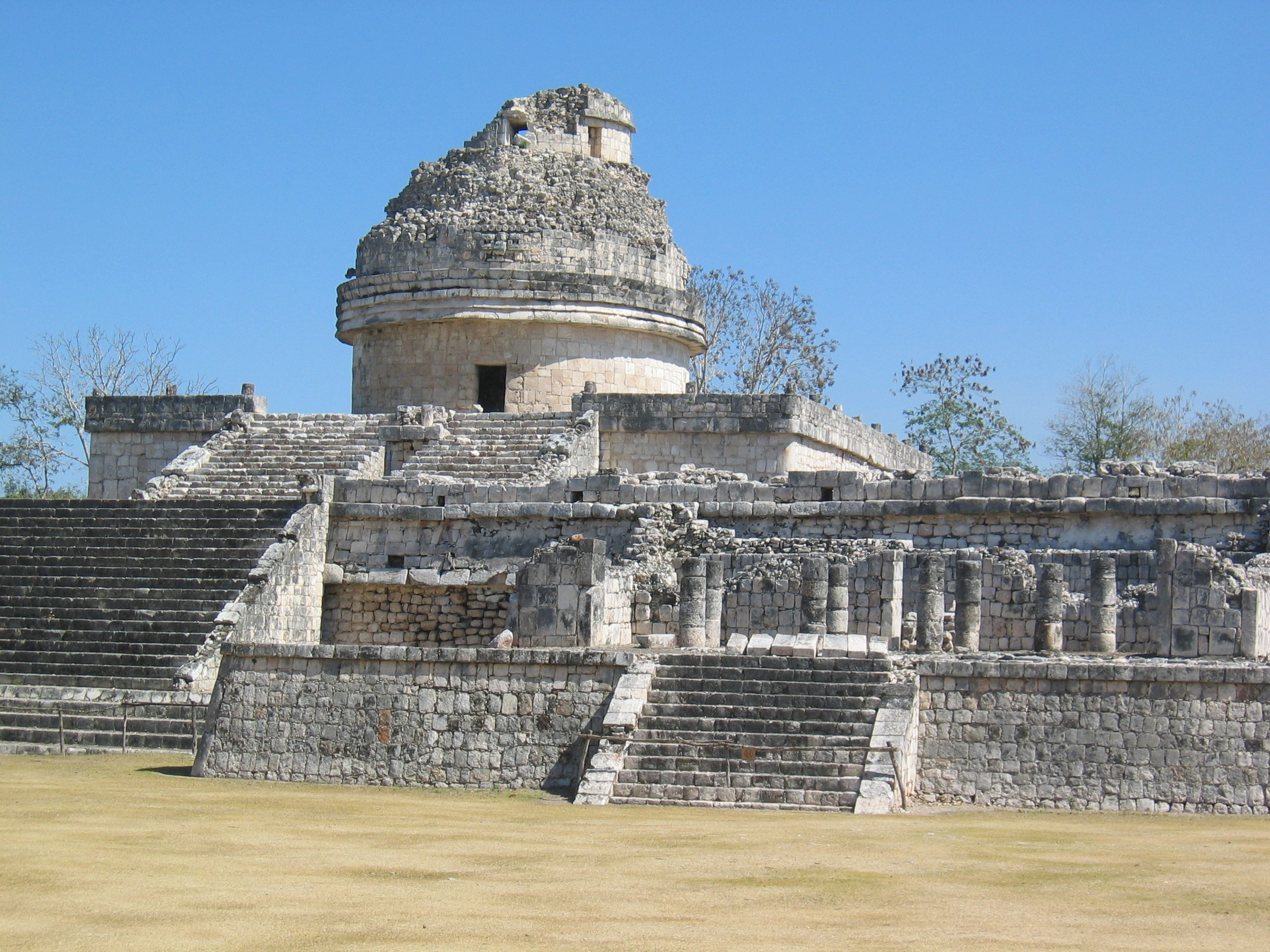
Chichen Itza là đô thị quan trọng nhất tại vùng bắc Maya.

Trong thế kỷ thứ 9 CN, khu vực trung tâm Maya trải qua cuộc suy thoái lớn, bắt đầu bằng sự bỏ hoang của các đô thị, sự kết thúc của các triều đại và sự di dân về phía Bắc. Chưa có lời giải thích thỏa đáng nào cho sự sụp đổ này nhưng có lẽ bắt nguồn do sự kết hợp của nhiều nguyên nhân, kiểu như: chiến tranh, quá tải dân số, môi trường suy thoái và hạn hán kéo dài. Trong thời kỳ này, được gọi là Cuối Cổ điển, các đô thị phía bắc Chichen Itza và Uxmal cho thấy hoạt động gia tăng. Các đô thị lớn ở phía bắc bán đảo Yucatán tiếp tục có người ở rất lâu sau khi các đô thị của vùng đất thấp phía nam ngừng hoạt động.
Tổ chức xã hội cổ điển Maya dựa trên thẩm quyền nghi thức của người cai trị, thay vì quyền kiểm soát thương mại và phân phối thực phẩm. Mô hình cai trị này không ổn định và khó đáp ứng với những thay đổi, bởi vì vua chỉ có quyền hạn trong việc xây dựng, nghi lễ và chiến tranh. Điều này chỉ khiến trầm trọng thêm các vấn đề hệ thống. Đến thế kỷ thứ 9 và 10, thể chế này sụp đổ hoàn toàn. Ở phía bắc Yucatán, chế độ tập quyền vào vua bị thay thế bởi một hội đồng cầm quyền tạo nên bởi dòng dõi tinh hoa. Ở miền nam Yucatán và trung tâm Petén, các vương quốc dần dần suy vong; ở phía tây Petén và một số khu vực khác, những thay đổi diễn ra quá dữ dội khiến dân số sụt giảm nhanh chóng. Qua một vài thế hệ, những vùng đất rộng lớn của khu vực trung tâm Maya bị bỏ hoang. Cả thủ đô và trung tâm thứ cấp của họ bị bỏ hoàng trong khoảng thời gian từ 50 đến 100 năm. Các đô thị thay chân nhau ngừng khắc lịch các công trình; lịch Đếm Dài cuối cùng được khắc tại Toniná năm 909. Bia đá không còn được dựng lên và cư dân sống trong các cung điện hoàng gia bị bỏ hoang. Các tuyến giao thương Trung Bộ châu Mỹ chuyển hướng và không còn đi qua Petén nữa.

### Hậu Cổ điển (khoảng 950–1539 CN)

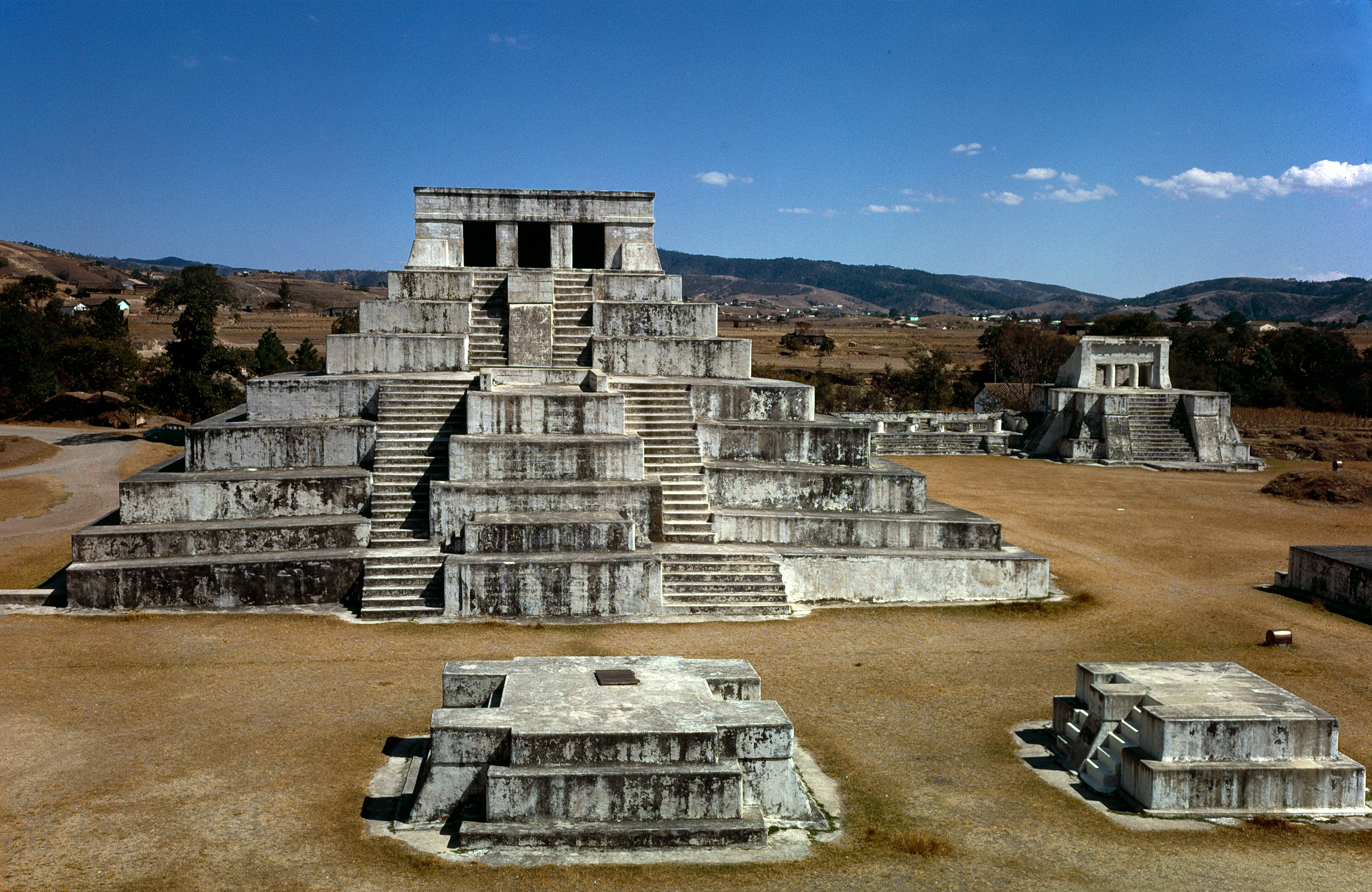
Zaculeu là thủ phủ của vương quốc Mam hậu cổ điển tọa lạc ở Cao nguyên Guatemalan.

Mặc dù bị suy giảm nhiều, nhưng sự hiện diện của Maya vẫn đáng kể trong thời kỳ Hậu cổ điển sau khi các thành phố Cổ điển bị bỏ hoang; dân cư chủ yếu tập trung quanh các nguồn nước vĩnh viễn. Không giống như các chu kỳ giãn nở trước đây ở khu vực Maya, những vùng đất bị bỏ hoang không được tái định cư nhanh chóng trong Hậu cổ điển. Hoạt động con người chuyển sang vùng đất thấp phía bắc và Cao nguyên Maya; điều này có lẽ liên quan đến việc di cư từ các vùng đất thấp phía nam, bởi vì nhiều nhóm Maya hậu cổ điển có các huyền thoại về di cư. Chichen Itza và lân bang Puuc suy yếu nghiêm trọng vào thế kỷ 11 và điều này có thể đại diện cho sự sụp đổ Thời kỳ cổ điển cuối cùng. Sau sự suy tàn của Chichen Itza, khu vực Maya thiếu một quyền lực thống trị cho đến khi thành bang Mayapan trỗi dậy vào thế kỷ thứ 12. Các thành bang mới mọc lên gần bờ biển Caribbean và vùng Vịnh, và các mạng lưới thương mại mới được hình thành.
Thời kỳ hậu cổ điển đặc trưng bằng những thay đổi từ Thời kỳ cổ điển trước đó. Thành bang Kaminaljuyu một thời vĩ đại ở Thung lũng Guatemala bị bỏ hoang mặc dù tấp nập cư dân đã khoảng 2.000 năm. Trên khắp vùng cao nguyên và bờ Thái Bình Dương lân cận, các đô thị ở nơi mở có dân cư lâu đời bị di dời, có vẻ là do chiến tranh. Các thành bang bắt đầu chuyển tới các địa điểm thuận lợi cho việc phòng thủ, thường nằm trên các đỉnh đồi bao quanh bởi các khe núi sâu, với tường và hào quây xung quanh. Một trong những đô thị quan trọng nhất ở Cao nguyên Guatemala vào thời điểm này là Qʼumarkaj, thủ đô của vương quốc Kʼicheʼ. Thể chế của các thành bang Maya, từ Yucatán đến vùng cao nguyên Guatemala, thường được tổ chức chung thành một hội đồng cai trị. Tuy nhiên, trên thực tế, một thành viên của hội đồng có thể đóng vai trò là người cai trị tối cao, trong khi các thành viên khác phục vụ ông với tư cách cố vấn.

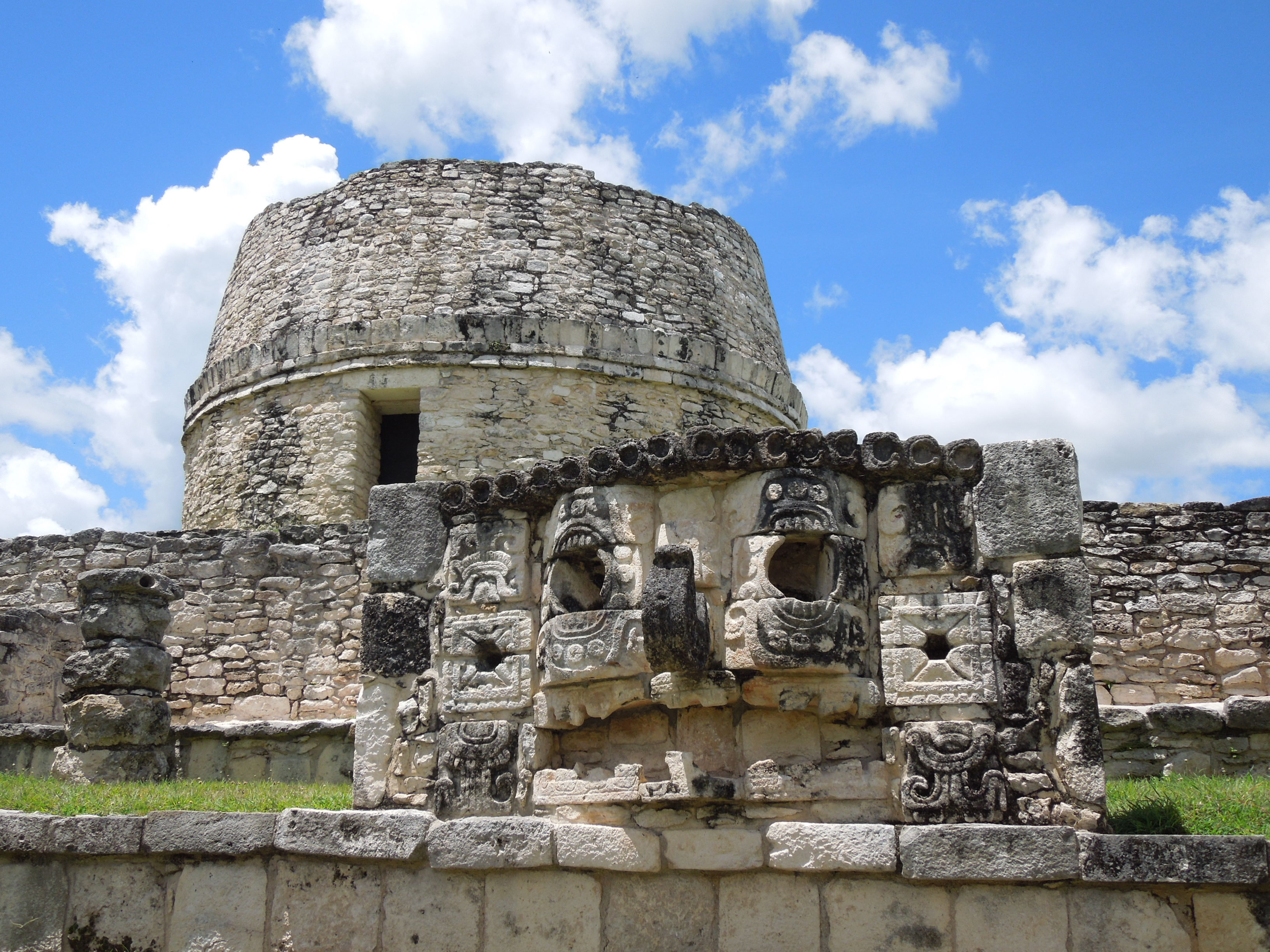
Mayapan là một đô thị Hậu cổ điển quan trọng tại bắc Bán đảo Yucatán.

Mayapan bị bỏ hoang vào khoảng năm 1448, sau một thời kỳ hỗn loạn chính trị, xã hội và môi trường có thể ví như sự lặp lại của sự sụp đổ thời kỳ Cổ điển ở khu vực phía nam Maya. Tiếp nối thời kỳ bỏ hoang đó là một thời kỳ chiến tranh, dịch bệnh và thiên tai kéo dài ở bán đảo Yucatán, kết thúc ngay trước khi Tây Ban Nha tới đây vào năm 1511. Ngay cả khi không có thành bang thống trị, các nhà thám hiểm Tây Ban Nha có nhắc tới các thành phố ven biển giàu có và thị trường phát triển mạnh. Trong thời kỳ Hậu cổ điển muộn, Bán đảo Yucatán được chia thành một số tỉnh độc lập có chung một nền văn hóa nhưng khác nhau trong thể chế chính trị xã hội nội bộ. Trước thềm cuộc chinh phạt của Tây Ban Nha, vùng cao nguyên Guatemala bị chi phối bởi một số bang Maya hùng mạnh. Người Kʼicheʼ đã kiến thiết một đế quốc nhỏ bao trùm đại bộ phận Cao nguyên Guatemala và đồng bằng ven biển Thái Bình Dương lân cận. Tuy nhiên, trong những thập kỷ trước cuộc xâm lược của Tây Ban Nha, vương quốc Kaqchikel đã liên tục thách thức quyền thóng trị của vương quốc Kicheʼ.

### Kỷ nguyên chinh phục của Tây Ban Nha (1511-1697 CN)

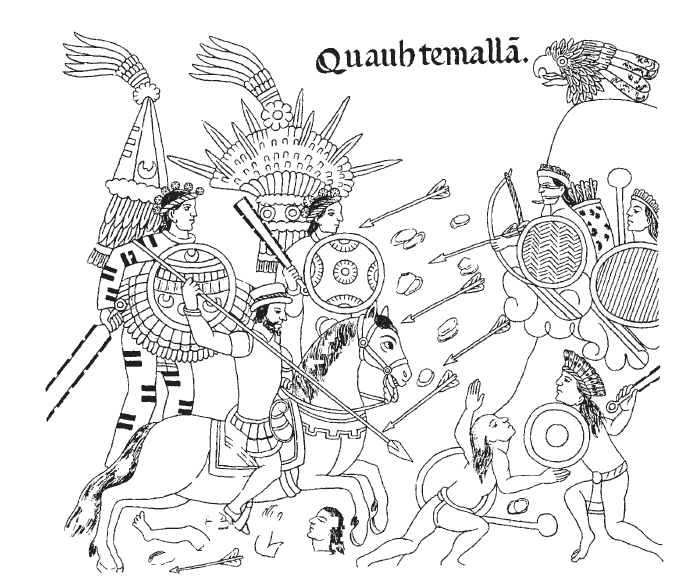
Một trang từ cuốn Lienzo de Tlaxcala mô tả quân Tây Ban Nha đánh chiếm Iximche. Địa danh này trong tiếng Nahuatl là Cuahtemallan (ngôn ngữ của người Aztec và các dân tộc Nahua)

Năm 1511, một chiếc thuyền Tây Ban Nha bị đắm ở vùng biển Caribbean và khoảng một chục người sống sót đổ bộ lên bờ biển Yucatán. Họ bị bắt giữ bởi một lãnh chúa Maya và phần lớn họ bị hiến tế cho thần linh, nhưng có hai người đào tẩu được (sau này một trong hai nhân vật đã giúp đỡ Hernán Cortés chinh phục người Aztec với tư cách là phiên dịch viên). Từ năm 1517 đến 1519, ba đoàn thám hiểm Tây Ban Nha riêng biệt đã khám phá bờ biển Yucatán và chạm trán với quân Maya. Sau khi thủ đô Tenochtitlan của người Aztec rơi vào tay Tây Ban Nha năm 1521, Hernán Cortés cử Pedro de Alvarado tới Guatemala với 180 kỵ binh, 300 bộ binh, 4 cỗ pháo và hàng ngàn chiến binh đồng minh bản địa từ miền trung Mexico; họ đến Soconusco vào năm 1523. Thủ đô của Kʼicheʼ, Qʼumarkaj, rơi vào tay Alvarado năm 1524. Ngay sau đó, người Tây Ban Nha được mời làm đồng minh tại Iximche, thành bang trung tâm của tộc Maya Kaqchikel. Mối quan hệ hữu nghị tuy vậy không dài lâu, quân Tây Ban Nha lộ bộ mặt xảo trá và tham lam, khiến dân Kaqchikel bỏ thành vài tháng sau đó. Tiếp theo đó là sự sụp đổ của Zaculeu, thủ đô của tộc Mam, năm 1525. Francisco de Montejo và con trai của ông phát động một loạt các chiến dịch dai dẳng chống lại các chính thể tại Bán đảo Yucatán năm 1527, và hoàn thành cuộc chinh phạt phần phía bắc của bán đảo năm 1546. Các vương quốc Maya tại lưu vực Petén lúc này vẫn độc lập. Năm 1697, Martín de Ursúa đánh chiếm thủ phủ của người Itza là Nojpetén và thành bang Maya độc lập cuối cùng này sụp đổ.

### Di sản
Cuộc chinh phạt của Tây Ban Nha đã xóa bỏ gần hết các nét độc đáo của nền văn minh Maya. Tuy nhiên, nhiều ngôi làng Maya vẫn biệt lập khỏi chính quyền thực dân Tây Ban Nha và phần lớn họ vẫn tiếp tục lối sống của mình. Cộng đồng Maya và các gia đình hạt nhân duy trì truyền thống của họ. Chế độ ăn ngô và đậu vẫn tiếp tục, mặc dù sản lượng nông nghiệp đã được cải thiện nhờ sự giới thiệu các công cụ bằng sắt. Các nghề thủ công truyền thống như dệt, gốm sứ và đan rổ tiếp tục được bảo tồn. Chợ bán sản phẩm địa phương tiếp tục duy trì sau cuộc chinh phục. Đôi khi, chính quyền thuộc địa khuyến khích nền kinh tế truyền thống để trích xuất cống phẩm dưới dạng gốm sứ hoặc vải dệt bông, mặc dù những sản phẩm này thường được làm dựa theo tiêu chuẩn của châu Âu. Đức tin và ngôn ngữ Maya chống cự lại sự thay đổi, bất chấp những nỗ lực của các nhà truyền giáo Công giáo. Lịch nghi lễ tzolkʼin kéo dài 260 ngày tiếp tục được sử dụng bởi các cộng đồng Maya hiện đại ở vùng cao nguyên Guatemala và Chiapas, và hàng triệu người nói tiếng Maya vãn đang an cư lạc nghiệp trên mảnh đất tổ tiên của họ.

## Chính trị
Không giống như người Aztec và người Inca, người Maya chưa bao giờ thống nhất về mặt lãnh thổ. Trong suốt thời kỳ lịch sử, khu vực Maya được chia thành các thành bang và các vương quốc độc lập, có phần giống với các thành bang Hy Lạp cổ đại. Đôi khi, một số chính thể đạt được sự thống trị trong khu vực, chẳng hạn như Calakmul, Caracol, Mayapan và Tikal. Các chính thể đầu tiên có bằng chứng đáng tin cậy đã hình thành ở vùng đất thấp Maya vào thế kỷ thứ 9 TCN.
Trong thời kỳ Tiền cổ điển muộn, hệ thống chính trị Maya hợp nhất thành hệ thống thần quyền, trong đó hệ tư tưởng của giới tinh hoa phản ánh bởi quyền lực của người cai trị, rồi chúng được củng cố bằng các nghi lễ tôn giáo công khai. Vua thần thánh là trung tâm của quyền lực chính trị, thực hiện quyền kiểm soát tối cao đối với các chức năng hành chính, kinh tế, tư pháp và quân sự của chính thể. Hệ thống cai trị này thành công đến mức nhà vua có thể huy động cả tầng lớp quý tộc và thường dân thực hiện các dự án cơ sở hạ tầng khổng lồ, mà không cần có lực lượng cảnh sát hoặc quân đội thường trực. Một số chính phủ áp dụng chiến lược tăng cường quản lý và lấp đầy các chức vụ bằng những kẻ trung thành thay vì quan hệ huyết thống. Trong một chính thể, các trung tâm dân cư trung lưu đóng một vai trò quan trọng trong việc quản lý các nguồn lực và xung đột nội bộ.
Bối cảnh chính trị Maya rất phức tạp và giới tinh hoa Maya thường tham gia vào các âm mưu chính trị để đạt được lợi thế kinh tế và xã hội so với các bang láng giềng. Thời Hậu Cổ điển, một số thành bang đã đạt được sự thống trị hoàn toàn đối với các thành bang khác, chẳng hạn như sự thống trị của Caracol đối với Naranjo trong nửa thế kỷ. Các mạng lưới liên minh lỏng lẻo cũng được hình thành xung quanh một thành bang thống trị. Các khu định cư ở biên giới, thường nằm giữa các thủ đô lân cận, thường thay đổi lòng trung thành và đôi khi hành động độc lập. Các thủ đô thống trị trích xuất cống nạp như là hàng xa xỉ từ các trung tâm dân cư bị khuất phục. Sức mạnh chính trị của các thành bang được củng cố bằng sức mạnh quân sự.

## Xã hội
Từ thời kỳ tiền Cổ điển sớm, xã hội Maya bị phân chia rất rõ ràng giữa tầng lớp thượng lưu và bình dân. Khi dân số tăng lên theo thời gian, các thành phần khác nhau của xã hội càng trở nên chuyên môn hóa khiến cho tổ chức chính trị càng trở nên phức tạp. Đến thời Hậu cổ điển, khi dân số lớn và hàng trăm thành bang được kết nối trong một mạng lưới phân cấp chính trị phức tạp, thì nhóm cư dân giàu có của xã hội được tăng lên gấp bội. Một tầng lớp trung lưu đã phát triển bao gồm các nghệ nhân, các linh mục và quan chức cấp thấp, thương gia và binh lính. Tầng lớp bình dân bao gồm nông dân, đầy tớ, người lao động và nô lệ. Theo lịch sử bản địa, đất đai thuộc quyền sở hữu chung của các gia tộc hoặc thị tộc. Các thị tộc cho rằng đất đai là tài sản của tổ tiên họ và được minh chứng bằng việc chôn cất người đã khuất ở các khu đất này.

### Vua và triều chính

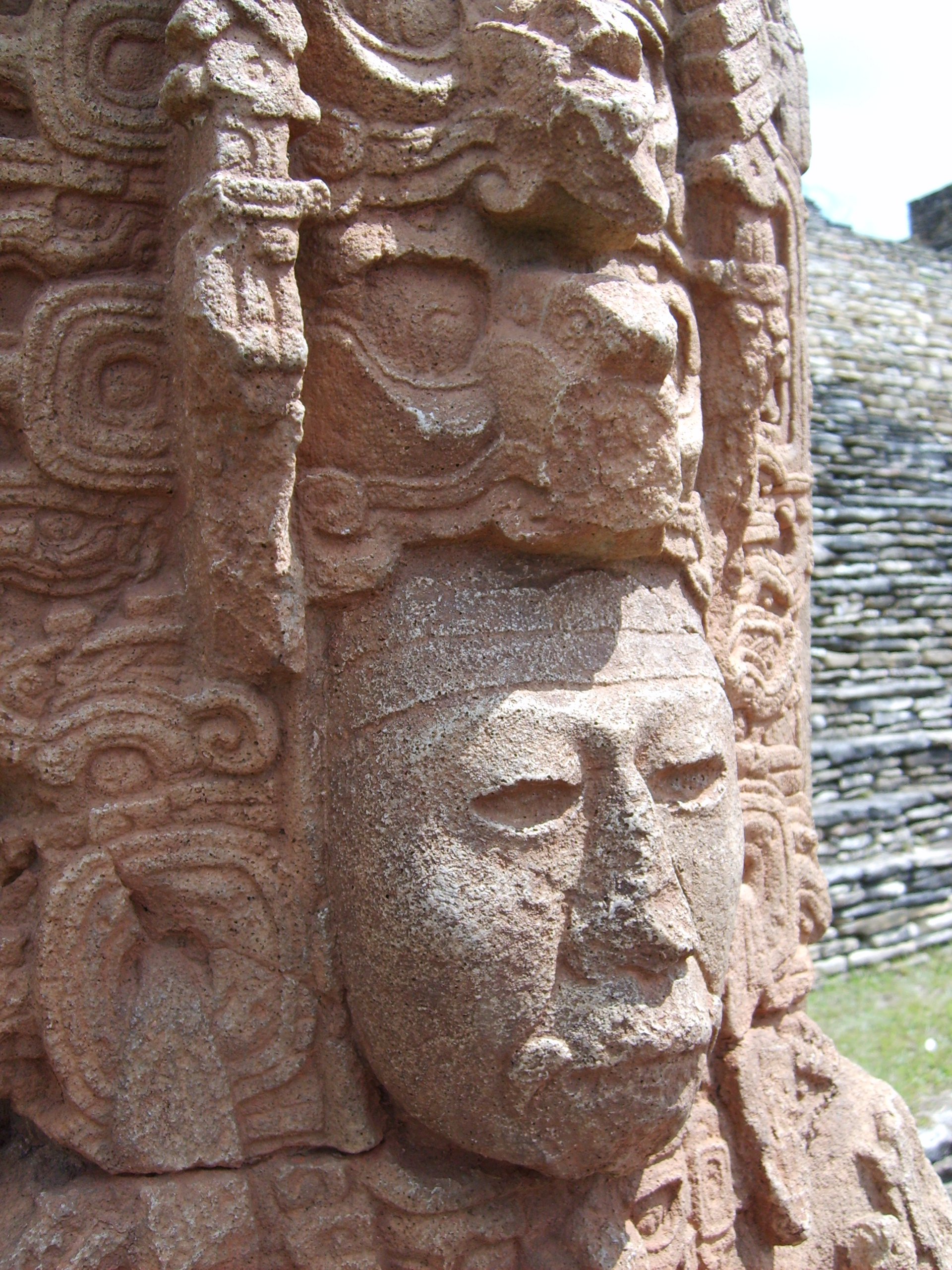
Bia đá từ Toniná, khắc họa chân dung của vua Bahlam Yaxuun Tihl thế kỷ thứ 6

Sự cai trị của hoàng gia Maya cổ điển được thể hiện trong tất cả các lĩnh vực nghệ thuật. Nhà vua là nhà cai trị tối cao và giữ địa vị bán thần thánh khiến ông trở thành người trung gian giữa cõi phàm và cõi thần. Từ xa xưa, vua Maya đã được coi là một vị thần ngô trẻ, do các văn minh Trung Bộ châu Mỹ rất coi trọng ngô. Sự kế vị của hoàng gia Maya mang tính chất phụ hệ và quyền lực hoàng gia chỉ được truyền cho các nữ quân chủ chỉ khi không có con trai nối dõi. Thông thường, con trai cả là người kế vị hợp pháp. Một hoàng tử trẻ được gọi là chʼok ("thanh niên"), sau này từ này được dùng để chỉ giới quý tộc nói chung. Người thừa kế hoàng gia (trữ quân) được gọi là bʼaah chʼok ("thanh niên cả"). Buổi nghi lễ quan trọng nhất trong thời thơ ấu của một hoàng tử là lễ cắt máu lúc 5 hoặc 6 tuổi. Mặc dù mang dòng máu hoàng gia là vô cùng quan trọng, người thừa kế cũng phải là một nhà lãnh đạo chiến tranh thành thạo, thể hiện qua việc bắt giữ tù binh. Lễ đăng cơ của một tân vương rất công phu, bao gồm một loạt các nghi như sau: ngồi lên một chiếc đệm da báo đốm, hiến tế con người và nhận các biểu tượng quyền lực hoàng gia, một chiếc băng đô mang ngọc bích đại diện cho thần Kʼo, một chiếc mũ đội đầu cầu kỳ được trang trí bằng lông vũ của loài chim quetzal và một vương trượng tượng trưng cho thần Kʼawiil.
Thể chế chính trị của người Maya dựa trên cơ sở triều đình hoàng gia nhưng không quan liêu. Chính phủ man tính thứ bậc, và các chức vụ chính thức được bảo trợ bởi các thành viên cấp cao hơn của tầng lớp quý tộc; các quan chức có xu hướng được phong lên các chức vụ cao hơn trong suốt cuộc đời của họ. Các quan chức được coi là bị "sở hữu" bởi nhà bảo trợ của họ và mối quan hệ này vẫn tiếp tục ngay cả sau khi người bảo trợ qua đời. Triều đình Maya là một thể chế chính trị sôi nổi và năng động. Không có cấu trúc chung cho các triều đình Maya, mỗi thành bang lại có một kiểu triều đình riêng. Một số tước hiệu hoàng gia và quý tộc đã được xác định từ những chư khắc tượng hình tại vùng Maya. Ajaw thường được dịch là "chúa" hoặc "vua". Trong thời cổ điển sớm, ajaw là người cai trị một thành bang. Sau này, với sự phức tạp xã hội ngày càng tăng, ajaw được dùng để chỉ một thành viên của giai cấp thống trị và mỗi thành phố lớn có thể có nhiều hơn một ajaw, quản lý các khu khác nhau của thành phố. Những nhà cai trị tối cao phân biệt với giới quý tộc bằng cách thêm tiền tố kʼuhul vào tước hiệu ajaw. Kʼuhul ajaw nghĩa là "chúa thần thánh", ban đầu chỉ được dùng cho các vị vua của các dòng hoàng tộc cổ và có uy tín nhất. Kalomte là một tước hiệu hoàng gia, ý nghĩa chính xác của nó vẫn chưa được giải mã, nhưng nó chỉ được nắm giữ bởi các vị vua quyền lực nhất của các triều đại mạnh nhất. Danh hiệu này mang hàm ý là một vua lớn hoặc chúa tể chỉ được sử dụng trong thời kỳ Cổ điển. Đến thời Hậu cổ điển, quyền lực tuyệt đối của kʼuhul ajaw bị suy yếu, và hệ thống chính trị đã đa dạng hóa để bao gồm một tầng lớp quý tộc rộng lớn hơn.

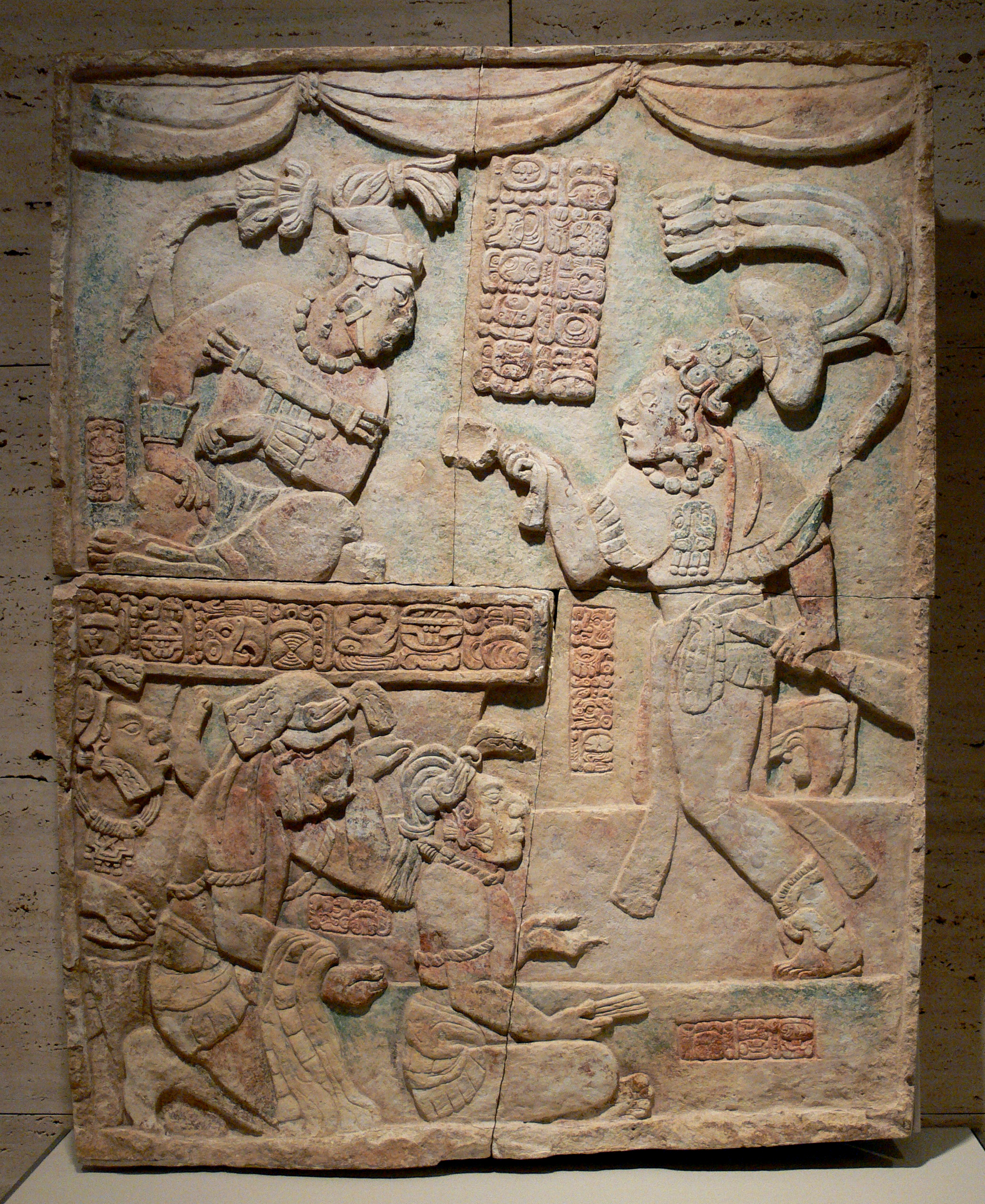
Tranh khắc thời Cổ điển mô tả sajal Aj Chak Maax trình diện tù binh trước vua Itzamnaaj Bʼalam III của Yaxchilan

Tước vị sajal đứng dưới ajaw. Một sajal sẽ là lãnh chúa của một khu vực cấp 2 hoặc cấp 3, báo cáo lên ajaw đứng dưới kalomte. Một sajal thường là chỉ huy chiến tranh hoặc thống đốc khu vực, và các chữ khắc thường liên kết chức danh sajal với chiến tranh; họ thường được đề cập đến như những người bắt giữ tù binh chiến tranh. Sajal có nghĩa là "kẻ được kính sợ". Các chức vị ah tzʼihb và ah chʼul hun đều liên quan đến việc ghi chép. Ah tzʼihb là một người ghi chép hoàng gia, thường là một thành viên hoàng gia; ah chʼul hun nghĩa là Người Giữ Sách Thánh, gắn liền với tước hiệu ajaw, cho thấy rằng ajaw luôn đồng thời giữ chức ah chʼul hun. Các tước vị triều chính khác chưa được hiểu rõ bao gồm: yajaw kʼahk' ("Chúa lửa"), tiʼhuun và ti'sakhuun. Hai từ tiʼhuun và ti'sakhuun có lẽ là các biến thể của cùng một tước hiệu, và nhà ngôn học Mark Zender suy đoán rằng chúng có lẽ dùng để chỉ nhà phát ngôn của người cai trị.  Các tước vị này chủ yếu được dùng để chỉ nam giới và hiếm khi được dùng cho phụ nữ, những đôi khi cũng được dùng làm kính ngữ cho các quân chủ nữ. Các chức danh của giới tinh hoa thường được liên kết với các công trình cụ thể bởi các chữ khắc tượng hình của các thành bang thời kỳ Cổ điển, cho thấy rằng những người nắm giữ chức vụ đó thì sở hữu công trình đó hoặc công trình đó là trụ sở làm việc của họ. Lakam (nghĩa là người mang tiêu chuẩn kỳ) có lẽ là chức vụ duy nhất không phải thuộc giới tinh hoa trong triều đình. Chữ khắc lakam chỉ được tìm thấy ở các di chỉ lớn, và họ dường như chịu trách nhiệm về việc đánh thuế các khu địa phương; một lakam tên là Apoch'Waal, từng làm sứ giả phụng sự cho ajaw của Calakmul, được ghi dành vì ông đã giúp thiết lập mối liên minh giữa Calakmul và Copán năm 726.

## Quân sự
Chiến tranh rất phổ biến tại vùng Maya. Các chiến dịch quân sự được phát động vì nhiều lý do, bao gồm kiểm soát các tuyến thương mại và cống nạp, các cuộc đột kích để bắt giữ tù binh, có khi leo thang thành sự hủy diệt hoàn toàn một thành bang kình địch. Ta biết rất ít về tổ chức quân sự, hậu cần hoặc phương pháp huấn luyện của người Maya. Chiến tranh được mô tả trong nghệ thuật Maya từ thời Cổ điển. Chiến tranh và chiến thắng có được nhắc đến trên các chữ khắc tượng hình. Không may là, các chữ khắc không cung cấp thông tin về nguyên nhân chiến tranh, hoặc hình thức của nó. Vào thế kỷ thứ 8-9, chiến tranh đã dẫn đến sự sụp đổ của các vương quốc thuộc vùng Petexbatún ở phía tây Petén. Việc người dân ở đây bỏ thành Aguateca nhanh chóng đã mang đến một cơ hội hiếm có cho các nhà khảo cổ tìm lại được vũ khí Maya in situ (nguyên hiện trạng). Aguateca bị chiếm vào khoảng năm 810 CN, quân xâm lược vượt qua được các công sự phòng thủ nó và đốt cháy cung điện hoàng gia. Giới tinh hoa của thành đã bỏ trốn hoặc bị bắt và không bao giờ quay trở lại để thu thập tài sản bị bỏ lại của họ. Cư dân ở ngoại ô rời khỏi địa điểm này ngay sau đó. Đây là một ví dụ về chiến tranh cường độ mạnh được thực hiện bởi một kẻ thù nhằm loại bỏ hoàn toàn một thành bang Maya, thay vì khuất phục nó. Nghiên cứu tại Aguateca chỉ ra rằng các chiến binh thời cổ điển chủ yếu là thành viên của giới tinh hoa.
Ngay từ thời kỳ tiền Cổ điển, người cai trị của một chính thể Maya được kỳ vọng sẽ là một nhà lãnh đạo chiến tranh kiệt xuất, và được miêu tả với đầu người treo trên thắt lưng. Thời Cổ điển, những cái đầu chiến lợi phẩm như vậy không còn xuất hiện nữa, nhưng các vị vua thời Cổ điển thường được miêu tả đứng trên những tù binh chiến tranh bị sỉ nhục. Cho đến cuối thời kỳ hậu Cổ điển, các vị vua Maya lãnh đạo với tư cách là tướng. Những chữ khắc Maya từ thời Cổ điển cho thấy một vị vua khi bị đánh bại có thể bị bắt, bị tra tấn và bị hiến tế. Người Tây Ban Nha có chép rằng các thủ lĩnh Maya giám sát bước đi của quân mình bằng sách vẽ.
Kết quả của một chiến dịch quân sự thành công có thể khác nhau về tác động của nó đối với chính thể bị đánh bại. Trong một số trường hợp, toàn bộ thành phố bị cướp phá, và không bao giờ được tái định cư, như tại Aguateca. Trong những trường hợp khác, những kẻ chiến thắng sẽ bắt các thủ lĩnh, gia đình của họ và các vị thần bảo trợ. Các quý tộc và thân nhân bị bắt có thể bị cầm tù, hoặc hiến tế. Ở mức độ thấp nhất, kẻ bại sẽ phải chịu làm chư hầu cho kẻ thắng.

### Chiến binh
Thời Tiếp xúc, một số vị trí quân sự nhất định được nắm giữ bởi các thành viên của tầng lớp quý tộc, và theo kiểu cha truyền con nối. Có khả năng kiến thức chuyên môn trong vai trò quân sự cụ thể sẽ được dạy cho người kế vị, bao gồm chiến lược, nghi lễ và các điệu nhảy chiến tranh. Quân đội Maya trong thời kỳ Liên lạc rất kỷ luật, và các chiến binh tham gia vào các bài tập huấn luyện và diễn tập thường xuyên; tất cả đàn ông đủ sức khỏe đều phải đi nghĩa vụ quân sự. Các thành bang Maya không duy trì quân đội thường trực; lực lượng sẽ được tập hợp bởi các quan chức địa phương, rồi được báo cáo lại cho các tướng lĩnh. Cũng có những đơn vị lính đánh thuê toàn thời gian phụng sự các tướng lĩnh thường trực. Tuy vậy, hầu hết chiến binh là nông dân trong thời bình. Chiến tranh Maya ít khi nhằm đến mục tiêu hủy diệt kẻ thù mà chú trọng hơn vào bắt giữ tù binh và cướp bóc.
Có một số bằng chứng từ thời Cổ điển chỉ ra rằng phụ nữ có vai trò hỗ trợ trong chiến tranh, nhưng họ không đóng vai trò then chốt ngoại trừ một số nữ vương cầm quyền hiếm hoi. Thời Hậu cổ điển, biên niên sử bản địa có chép rằng phụ nữ đôi khi cũng tham gia chiến tranh.

### Vũ khí

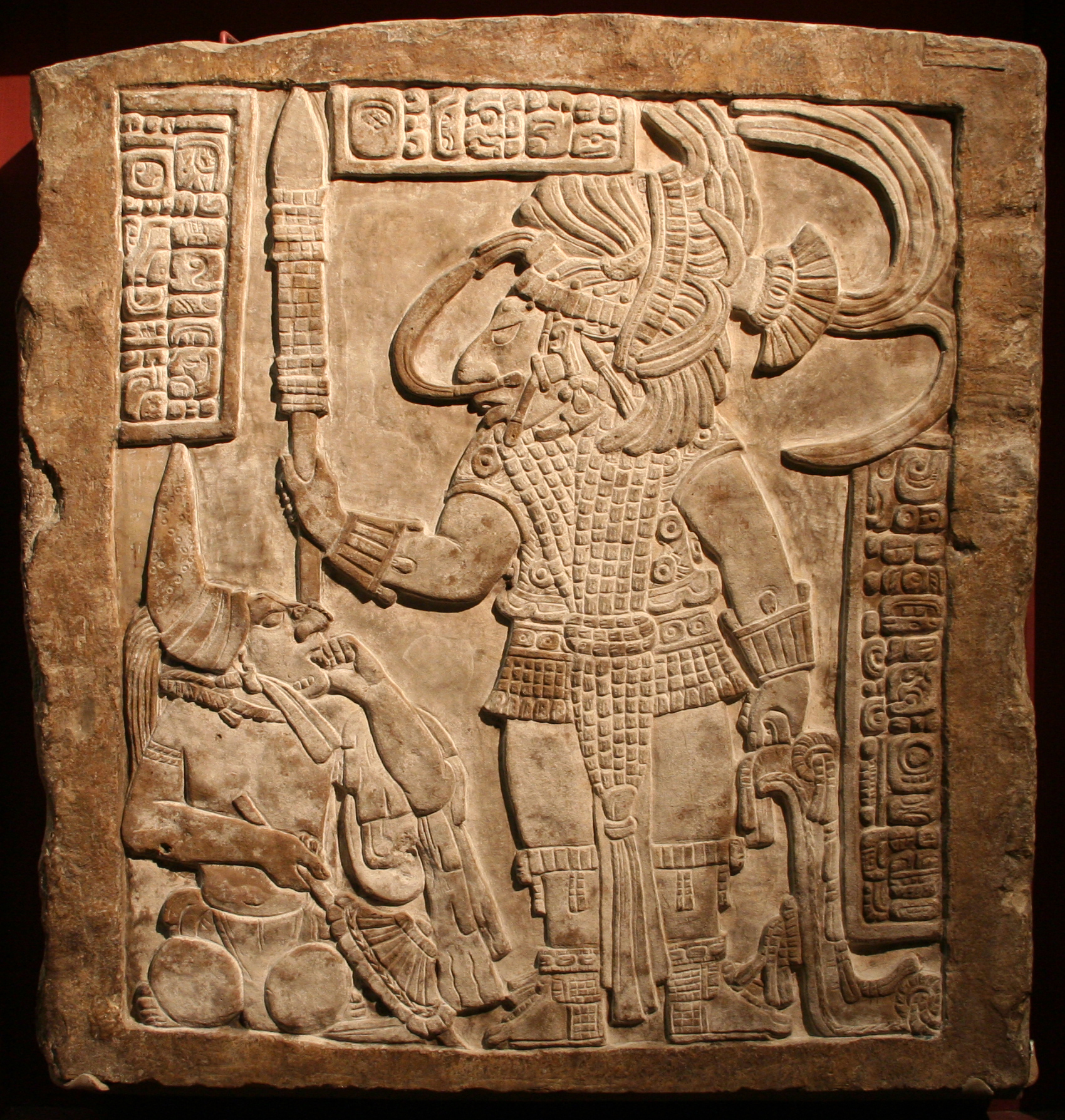
Rầm đỡ 16 từ Yaxchilán, mô tả vua Yaxun Bʼalam mặc quân phục

Atlatl du nhập vào khu vực Maya từ thành Teotihuacan trong thời kỳ Tiền cổ điển. Đây là một cái que dài 0,5 m ở cuối có khía để giữ phi tiêu hoặc cây lao. Atlatl cung cấp lực và độ chính xác cho người sử dụng. Bằng chứng dưới dạng các lưỡi kiếm đá khai quật từ Aguateca chỉ ra rằng phi tiêu và giáo là các vũ khí chính của một chiến binh Maya thời Cổ điển. Quân bình dân sử dụng ống xì đồng săn bắn trong chiến tranh. Cung tên được người Maya sử dụng trong cả chiến tranh lẫn săn bắn. Mặc dù cung tên xuất hiện ở khu vực Maya từ thời Cổ điển, việc sử dụng nó trong chiến tranh không được ưa chuộng; cung tên không trở thành vũ khí phổ biến cho đến tận thời hậu cổ điển. Người Maya Thời kỳ Tiếp xúc sử dụng kiếm cầm hai tay với phần cán làm từ gỗ và lưỡi kiếm lắp đá vỏ chai, gần giống với macuahuitl của người Aztec. Các chiến binh Maya mặc áo giáp  làm từ bông ngâm trong nước muối để làm cứng. Các chiến binh mang các tấm khiên bằng gỗ được trang trí với lông vũ và da thú.

## Thương mại
Thương mại là hoạt động rất quan trọng trong đời sống xã hội Maya. Những thị quốc hùng mạnh nhất thường là những đô thị chiếm hữu độc quyền một tài nguyên quý giá nào đó, hoặc nắm giữ nhiều trọng điểm giao thương. Ở nhiều thời điểm khác nhau trong quá khứ, những thị quốc Kaminaljuyu và Qʼumarkaj ở Cao nguyên Guatemala, và Chalchuapa ở El Salvador, kiểm soát nhiều mỏ khai thác đá vỏ chai. Người Maya sản xuất rất mạnh mặt hàng sợi bông, chất liệu may vá quần áo được sử dụng trên khắp Trung Bộ châu Mỹ. Những thị quốc hùng mạnh ở phía bắc Bán đảo Yucatán kiểm soát các nguồn khai thác muối. Vào hậu kỳ cổ điển, người Maya tham gia vào mạng lưới buôn bán nô lệ với các khu vực xa hơn tại Trung Bộ châu Mỹ.
Vùng Maya là một phần mạng lưới giao thương khổng lồ kết nối toàn bộ khu vực Trung Bộ châu Mỹ với các các vùng biên viễn. Để dễ hình dung tầm cỡ của mạng lưới này, một khu phố buôn Maya sơ kỳ Cổ điển đã được các nhà khảo cổ phát hiện tại Teotihuacan, một thành bang tọa lạc ở tận miền trung Mexico. Các tuyến thương mại tại vùng ngoại vi Maya thuộc Trung Bộ châu Mỹ thường tập trung ở miền trung Mexico và dọc vùng Vịnh. Vào sơ kỳ Cổ điển sớm, Chichen Itza là nút trung tâm của mạng lưới buôn bán đĩa vàng từ Colombia và Panama, và ngọc lam từ Los Cerrillos, New Mexico. Việc giao thương tầm xa các mặt hàng xa xỉ và tiện dụng có lẽ đều do quý tộc kiểm soát. Chỉ duy nhất quý tộc, chư hầu hoặc đồng minh của quý tộc mới được phép sử dụng đồ quý hiếm, đắt đỏ.
Các tuyến thương mại không chỉ cung cấp hàng hóa vật chất mà còn tạo điều kiện thuận lợi cho sự dịch chuyển con người cùng kiến thức khắp Trung Bộ châu Mỹ. Sự thay đổi các tuyến giao thương thuận theo dòng thời kỳ thịnh suy của các thành bang Maya; nhất là khi các biến chuyển lớn xảy ra, chẳng hạn như sự trỗi dậy của nền văn minh Maya tiền cổ điển, sự chuyển đổi sang văn minh Cổ điển và sụp đổ Cuối Cổ điển. Ngay cả sau cuộc xâm lăng của Tây Ban Nha, các hoạt động buôn bán giao thương của người Maya chưa bị hoàn toàn chấm dứt,, chẳng hạn, người Manche Chʼol thời bấy giờ bán các loài cây cacao, annatto và vani rất đáng giá cho thuộc địa Verapaz.

## Nghệ thuật
Nghệ thuật Maya hầu như chỉ dành riêng/chỉ mô tả riêng chân dung hoặc đời sống của giới quý tộc Maya. Mặc dù nghệ thuật Maya còn sót lại chỉ đại diện cho một tỷ lệ nhỏ nghệ thuật mà người Maya tạo ra, nó đại diện cho nhiều đối tượng hơn bất kỳ truyền thống nghệ thuật nào khác ở châu Mỹ. Nghệ thuật Maya có nhiều phong cách khác nhau, thường kèm theo văn bản khiến chúng rất độc đáo ở Trung Bộ châu Mỹ. Tác phẩm nghệ thuật Maya tốt nhất còn sót lại có niên đại từ thời kỳ Hậu cổ điển.
Người Maya ưa thích sắc lục/lục-lam. Họ coi trọng ngọc thạch màu xanh táo và các loại đá lục khác vì chúng là biểu tượng của thần mặt trời Kʼinich Ajau. Nhiều tác phẩm của họ bao gồm cả tessera (tấm lát hình vuông dùng để tạo nên tranh khảm) và hạt xâu trang trí, chạm khắc những chiếc đầu nặng 4,42 kilôgam (9,7 lb). Giới quý tộc Maya rất ưa chuộng việc chỉnh sửa răng, một số đeo ngọc nạm trên răng của họ. Mặt nạ tang lễ khảm đôi khi được làm từ ngọc thạch, chẳng hạn như mặt nạ vua Kʼinich Janaabʼ Pakal thành Palenque.
Điêu khắc đá Maya phát triển khá hoàn hảo khi xuất hiện lần đầu trong bản ghi khảo cổ, chứng tỏ rằng thuật điêu khắc đá bắt nguồn từ truyền thống điêu khắc gỗ có trước. Do sự phân hủy sinh học của gỗ, các tác phẩm bằng gỗ của người Maya gần như đã mất hết. Số ít điêu khắc ba chiều và tấm chữ tượng hình bằng gỗ vẫn còn được bảo tồn. Bia đá Maya có bệ đỡ hình tròn rất phổ biến ở các thành bang Maya. Tạo tác bằng đá còn xuất hiện có nhiều dạng thù khác, chẳng hạn như các tấm phù điêu đá vôi ở Palenque và Piedras Negras. Tại Yaxchilan, Dos Pilas, Copán và nhiều di chỉ khác, cầu thang đá được trang trí và điêu khắc rất công phu. Cầu thang chữ tượng hình ở Copán là văn bản Maya dài nhất được phát hiện, bao gồm 2.200 ký tự riêng lẻ.
Các tác phẩm điêu khắc Maya lớn nhất là các mặt tiền kiến trúc được làm từ vữa stucco. Hình thù cơ bản sẽ được vẽ nét thô trên lớp trát vữa phẳng của tường, và hình thù ba chiều sẽ được xây dần bằng những viên đá nhỏ. Tiếp theo, người Maya sẽ phủ một lớp vữa lên và đúc thành hình dạng hoàn thiện. Các hình dạng cơ thể người được tạo mẫu bằng vữa trước tiên, rồi trang phục và màu sắc sẽ được thêm vào sau. Các mặt người khổng lồ làm từ vữa trang trí mặt tiền của các đền thờ Hậu kỳ Tiền cổ; phong cách nghệ thuật này được duy trì tới thời kỳ Cổ điển.
Người Maya có truyền thống vẽ tranh tường lâu đời; các bức tranh tường phong phú đa sắc màu đã được phát hiện tại San Bartolo, có niên đại vào khoảng 300-200 TCN. Các bức tường được trát vữa rồi được người thợ phết sơn vẽ lên bề mặt. Hầu hết các bức tranh tường đã mai một đi; nhiều bức tranh màu kem, màu đỏ và đen đã được khai quật tại các lăng mộ Cổ điển sớm ở Caracol, Río Azul, và Tikal. Trong số các tranh tường Maya được bảo quản tốt nhất phải kể đến đó là loạt họa phẩm kích thước đầy đủ thời kỳ Cổ điển muộn tại Bonampak.
Đá lửa, chert, và đá vỏ chai đều phục vụ mục đích công lợi trong văn hóa Maya, nhưng cũng có nhiều ngoại lệ được dùng để trang trí nghệ thuật. Eccentric flint (đá lửa dị thường) là một trong những đồ tạo tác bằng đá công phu nhất của người Maya cổ.  Sản phẩm này rất khó để chế tác và cần đến một tay nghề rất tinh xảo. Các đá vỏ trai dị thường (obsidian eccentrics) có thể dài đến 30 xentimét (12 in). Chúng có nhiều hình hài và kiểu dáng: con người, muông thú hoặc các biểu tượng tôn giáo. Eccentric flint có các hình dạng như lưỡi liềm, thập tự, rắn, và bọ cạp.